# 湯山寿介
湯山 寿介（ゆやま じゅかい、1858年11月22日（安政5年10月17日） - 1923年（大正12年）12月18日）は、明治から大正時代の政治家、実業家。衆議院議員（2期）。静岡県駿東郡小山町長。

## 経歴
駿河国駿東郡菅沼村（現静岡県駿東郡小山町）の豪農・湯山家に生まれる。堀内清孝（米山蓉谷）に漢籍を学び、小田原の文学謙塾に学ぶ。1880年（明治13年）菅沼村学務委員に当選し、以降菅沼村会議員、同議長、駿東富士両郡連合町村会議員、沼津中学区学務委員などを経て、1884年（明治17年）静岡県会議員に当選した。その後、1903年（明治36年）3月の第8回衆議院議員総選挙では静岡県郡部から立憲政友会所属で出馬し当選。つづく第9回総選挙でも当選し、衆議院議員を2期務めた。
のち1912年（大正元年）小山町が発足すると初代町長に就任。財界では御厨銀行、富士瓦斯紡績設立に際し出資援助したほか、静岡農工銀行、富士紡績、御殿場委託、御殿場馬車鉄道各監査役、御殿場銀行、駿東実業銀行、駿東貯蓄銀行各取締役などを歴任した。

## 親族
- 義兄 森田泰次郎（妻さん兄、銀行家、沼津市会議長、静岡県沼津市長）[4]